# NGC 2582
NGC 2582 = IC 2359 ist eine Balken-Spiralgalaxie vom Hubble-Typ SBab im Sternbild Krebs auf der Ekliptik. Sie ist schätzungsweise 193 Millionen Lichtjahre von der Milchstraße entfernt.
Das Objekt wurde am 22. Februar 1789 vom deutsch-britischen Astronomen Wilhelm Herschel entdeckt.